# ダン・マッケンジー
ダン・ピーター・マッケンジー（Dan Peter McKenzie CH FRS、1942年2月21日 - ）は、イギリスの地球物理学者である。ケンブリッジ大学教授であり、地球科学部ブラード研究所所長を務めた。初期のマントル対流説の研究を行い、プレート・テクトニクスの数学的原理を定義した最初の論文を発表した。

## 若年期と教育
チェルトナムで耳鼻咽喉科医の息子として1942年2月21日に生まれた。ロンドンのウェストミンスター・アンダー・スクール、ウェストミンスター・スクールを卒業した。その後、ケンブリッジ大学のキングス・カレッジに入学して物理学を専攻し、1963年に学士号を取得した。
キングス・カレッジの大学院に進み、指導教員のエドワード・ブラードから熱力学変数について研究することを薦められた。大学院2年生のときに研究奨学金を得て、自分のやりたい研究ができるようになった。そのため、ブラードから提案された研究は止めて、当時は推測でしかなかった地球内部の対流についての研究を始めた。マッケンジーは独学で流体力学を学び、ジェームズ・フリーマン・ギルバートやウォルター・ムンクの誘いを受けてカリフォルニア大学サンディエゴ校のスクリップス海洋研究所に8か月間滞在した。その後、ケンブリッジ大学で1966年にPh.D.を取得した。マッケンジーは、カリフォルニアでの8か月間は科学者としての初期のキャリアの中で大きな影響を与えたと述べている。

## キャリア

### プレート・テクトニクス
大学卒業後は、ケンブリッジ大学に籍を置きながらカリフォルニア工科大学でも研究を行った。その時、ブラードとともに招かれたニューヨークでの学会で、フレデリック・ヴァインによるプレート・テクトニクスに関する講演を聴いたことで、海洋プレートが形成され冷却されるときの熱的構造の研究を始めた。
その後マッケンジーは、ボブ・パーカーと共同で画期的な論文を発表した。これは、オイラーの回転定理と磁気異常や地震を組み合わせて、プレートテクトニクスの数学的理論を定義するものだった。その数か月前、プリンストン大学のウィリアム・ジェイソン・モーガンも同様の研究論文を発表していたことから、アメリカ地球物理学連合でモーガンが行った講演をマッケンジーが聴いていたのではないかという疑惑が持ち上がった。1968年、マッケンジーはプリンストン大学へ行ってモーガンに会った。それにより、2人は独立に同じ数学的手法を使って同じ3つの問題を解決していたことがわかった。1つはプレート・テクトニクス、2つ目は海洋の熱構造、3つ目は地震学者とは別の方法による地震のメカニズムである。
マッケンジーはジョン・スレーターと共同で、インド洋の地質史を全て決定した。

### マントル対流と堆積盆地
マッケンジーは1969年にケンブリッジ大学の教授に就任した。この時点で、マッケンジーの研究はプレート・テクトニクスからプレートの下の流体の挙動に移っていた。マッケンジーは、マントルのセル状対流について研究するとともに、堆積盆地の形成という新たな研究方法を開発した。マッケンジーは、「堆積盆地モデル」の論文を発表した。
マッケンジーは1976年に34歳で王立協会フェローに選出され、1978年に準教授となった。

### その後のキャリア
マッケンジーはケンブリッジ大学ブラード研究所で地球科学の教授を務め、研究を続けている。2002年、スウェーデン王立科学アカデミーからクラフォード賞を授与された。2003年、コンパニオン・オブ・オナー勲章を受章した。2009年から2011年まで、インフォシス賞物理学部門の審査員を務めた。

## 主な著作
- McKenzie, D., Nimmo, F., Jackson, J., Gans, P. B. & Miller, E. L. 2000 Characteristics and consequences of flow in the crust. J. geophys. Res. 105, 11029-11046.
- McKenzie, D. & Fairhead, D. 1997 Estimates of the effective elastic thickness of the continental lithosphere from Bouguer and free air gravity anomalies. J. geophys. Res. 102 27523-27552.
- White, R.; McKenzie, D. (1989). “Magmatism at rift zones: The generation of volcanic continental margins and flood basalts”. Journal of Geophysical Research 94:  7685–7729. Bibcode: 1989JGR....94.7685W. doi:10.1029/JB094iB06p07685.
- Jackson, J. A. & McKenzie, D., 1988 The relationship between plate motions and seismic moment tensors, and the rates of active deformation in the Mediterranean and Middle East. Geophys. J. R. astr. Soc. 93, 45–73.
- Bickle, M. J. & McKenzie, D., 1987 The transport of heat and matter by fluids during metamorphism. Contrib. Mineral. Petrol. 95, 384–92.
- McKenzie, D. & O'Nions, R. K., 1983 Mantle reservoirs and ocean island basalts. Nature 301 229–231.
- England, P. & McKenzie, D., 1982 A thin viscous sheet model for continental deformation. Geophys. J. R. astr. Soc. 70, 295–321.
- McKenzie, D. (1978). “Some remarks on the development of sedimentary basins”. Earth and Planetary Science Letters 40 (1):  25–32. Bibcode: 1978E&PSL..40...25M. doi:10.1016/0012-821X(78)90071-7.
- Parsons, B. & McKenzie, D., 1978 Mantle convection and the thermal structure of plates. J. geophys. Res. 83, 4485–96.
- McKenzie, D., Roberts, J. & Weiss, N. O., 1974 Convection in the Earth's mantle: towards a numerical simulation. J. Fluid Mech., 62, 465–538.
- McKenzie, D., Molnar, P. & Davies, D., 1970 Plate tectonics of the Red Sea and East Africa. Nature 226, 243–8.
- McKenzie, D.; Sclater, J. G. (1971). “The Evolution of the Indian Ocean since the Late Cretaceous”. Geophysical Journal International 24 (5):  437. Bibcode: 1971GeoJ...24..437M. doi:10.1111/j.1365-246X.1971.tb02190.x.
- McKenzie, D.; Parker, R. L. (1967). “The North Pacific: An Example of Tectonics on a Sphere”. Nature 216 (5122):  1276. Bibcode: 1967Natur.216.1276M. doi:10.1038/2161276a0.
- McKenzie, D. (1966). “The viscosity of the lower mantle”. Journal of Geophysical Research 71 (16):  3995–4010. Bibcode: 1966JGR....71.3995M. doi:10.1029/JZ071i016p03995.

## 賞と栄誉
- 王立協会フェロー - 王立協会、1976年[6]
- AGハンツマン賞（英語版） - カナダ王立協会、1980年
- ウォラストン・メダル - ロンドン地質学会、1983年
- ラザフォード記念講演 - 1988年
- 日本国際賞 - 国際科学技術財団、1990年[7]
- ロイヤル・メダル - 王立協会、1991年
- ブリストル大学名誉博士 - 2000年
- ウィリアム・ボウイ・メダル - アメリカ地球物理学連合、2001年
- クラフォード賞 - スウェーデン王立科学アカデミー、2002年[6]
- コンパニオン・オブ・オナー勲章 - 2003年
- コプリ・メダル - 王立協会、2011年[6]